# Cappella di San Michele di Castrofino
La cappella di San Michele di Castrofino è un luogo di culto cattolico situato nella frazione di Pedemonte, in via Giovanni Caminata, nel comune di Serra Riccò nella città metropolitana di Genova.

## Storia e descrizione
La cappella di San Michele di Castrofino si trova in località Favareto, che si ritiene abbia dato i natali al Caffaro, annalista e politico del XII secolo. La cappella sorge sul versante della val Secca, poco sotto il crinale tra la valle del Polcevera e quella del suo affluente Secca, lungo l'antica strada che, abbandonata la via Postumia (che scendeva a Pontedecimo), proseguiva per Serra e raggiungeva il Passo del Pertuso, nei pressi dell'attuale santuario di Nostra Signora della Vittoria, per poi scendere in valle Scrivia a nei pressi di Savignone.
La prima memoria di questo edificio religioso, uno dei più antichi della Liguria, probabilmente costruito dai primi convertiti al Cristianesimo, risalirebbe al 506, data desunta dalla lapide sepolcrale ivi rinvenuta (anche se non tutti gli studiosi concordano sulla sua autenticità), che riporta la seguente scritta:
Nell'anno 909 un diploma del re Berengario ne sancisce la dipendenza dalla chiesa di San Giovanni di Pavia, a testimonianza dell'importanza assunta dai monasteri lombardi durante l'alto Medioevo. In quel periodo la chiesa di San Michele era parrocchiale, ma nel XIV secolo è segnalata come dipendenza della parrocchia di San Cipriano, forse a causa di un calo della popolazione del borgo causata da epidemie di peste.
Per lungo tempo gli abitanti di Castrofino si batterono per ottenere nuovamente il titolo parrocchiale, finché nel 1670 dopo una lunga controversia ne fu definitivamente sancita la dipendenza da San Cipriano, come attestato da una lapide murata nella facciata dell'attuale cappella. Da allora iniziò il declino della chiesa, andata quasi completamente in rovina e sui cui resti nel 1861, per volere dell'allora arciprete di San Cipriano, fu edificata l'attuale cappella, più piccola della primitiva parrocchiale. Tuttavia anche questa cappella nel corso del XX secolo cadde in stato di abbandono, fino al restauro dei primi anni duemila.
L'edificio, di piccole dimensioni, si presenta architettonicamente molto semplice, con la facciata a capanna e un piccolo campanile a vela. Sull'altare si trova una grande pala del 2011 di Raimondo Sirotti (1934-2017), raffigurante San Michele Arcangelo e santi.